# Die Rockys

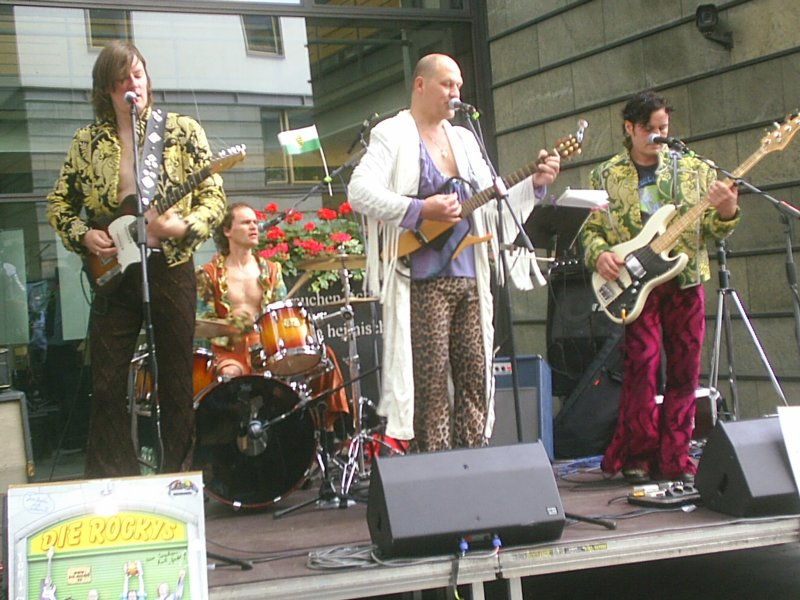
Harald Rock, Michael Rock, Bert Rock und Tom Rock

Die Rockys waren eine 1996 gegründete Coverband. Sie traten hauptsächlich in Dresden, aber auch im gesamten mitteldeutschen Raum auf.

## Besetzung
Alle Bandmitglieder spielten auch in anderen Musikgruppen, so gehörten Bert Rock und Michael Rock (Olaf Schubert) auch der ebenfalls 2022 aufgelösten Band Dekadance an. Und bis auf Tom Rock, der auch als Bassist bei den Free Little Pigs spielt, entsprach der Rest der Rockys der Besetzung bei Olaf-Schubert-Konzerten. Seit 2013 spielte Fred Rock das Schlagzeug. Bei Lesungen und Theaterstücken trat Michael Rock aber weiter auf.

## Repertoire und Auftritte
Die Gruppe coverte hauptsächlich Pop- und Rocksongs der 1970er und 1980er Jahre. Der meist englische Originaltext wurde dabei oft fast wörtlich ins Deutsche übersetzt, was zu Titeln wie Spielfilmstern (Moviestar), Kinder des gesellschaftlichen Umbruchs (Children of the Revolution) oder Zieh ins Gefecht (für dein Recht zu feiern) (Fight for Your Right to Party) führte.
Sie spielten regelmäßig am 1. Mai in der Dresdner Saloppe, beim Elbhangfest, dem Dresdner Stadtfest und beim Inselfest – einem Stadtteilfest im Stadtviertel Dresden-Laubegast. Seit 2007 traten die Rockys auch mit eigenen Theaterkreationen wie dem Stück Eimer für Alle – Die Musketiere sowie mit ihrem Programm Die Rockys lesen deutsche Schlagertexte auf.

## Auflösung
Bereits 2020 kündigte die Gruppe an, dass das traditionelle Maikonzert 2020 in der Saloppe das letzte Konzert der Rockys sein würde. 2020 und auch 2021 musste das Abschiedskonzert jedoch coronabedingt abgesagt werden. Das letzte Konzert fand schließlich am 1. Mai 2022 – in der ursprünglichen Besetzung mit Michael Rock am Schlagzeug – im Biergarten an der Dresdner Saloppe statt. Anlässlich des 30-jährigen Bühnenjubiläums von Olaf Schubert trat die Band im August 2024 noch einmal in der Freilichtbühne Junge Garde Dresden auf.

## Diskografie
- Du sollst dich schäm’ (1998)
- Zu Gast in Studio 4 (2000)
- Zieh ins Gefecht (2003)
- Bei den Rockys zu Hause (2007)
- Ihre größten Erfolge! (2011)
- Ihre zukünftigen Erfolge (2016)